# Laďka Něrgešová
Ladislava Něrgešová, znana jako Laďka (ur. 2 lutego 1976 w Pradze) – czeska aktorka i prezenterka. 
Ukończyła szkołę średnią w Brnie i aktorską wyższą szkołę zawodową w Pradze. Następnie występowała w Horáckém teatrze w Igławie, gdzie zagrała w licznych przedstawieniach m.in. w Idiocie na podstawie powieści Dostojewskiego i w operze Cyrulik sewilski. W 2000 roku wróciła do Pragi, gdzie prowadziła audycje w radiu City. Największą popularność zdobyła jako prowadząca Česko hledá SuperStar, gdzie jej partnerem był Ondřej Brzobohatý. Od 2007 roku grała w serialu Velmi křehké vztahy, wcielając się w postać Dagmar Lacinovej. W telewizji Prima prowadziła reality show BAR, program Farmář hledá ženu, a także VIP zprávy. Zagrała rolę Ingrid w filmie Mężczyzna idealny (2005).